# 전임복
전임복 (1949년 8월 7일 ~ ) 은 대한민국의 성우이다. 문화방송 성우극회 소속. 1972년 MBC 공채 5기로 입사했다.

## 출연작품

### 만화
- 초원의 집(MBC)
- 들장미소녀 캔디(MBC) - 플라니
- 은하철도 999(MBC)
- 다큐멘터리 드라마 격동 50년(라디오 드라마)(MBC)
- 사랑의 계절(라디오 드라마)(MBC)
- 용감한 죠리(MBC)
- 천년여왕(MBC) - 대모
- 우주보안관 장고(MBC)
- 그로이저X(MBC)
- 배너의 모험(MBC)
- 모험왕 걸리버(MBC)
- 감바의 모험(MBC)
- 우주전사 마르스(MBC)
- 못말리는 아이들(MBC)
- 마이티 마우스(MBC)
- 발리언트(MBC)

### 영화
- 트와일라잇(MBC)
  - 뉴문(MBC)
- 호스티지(MBC)
- 나쁜 녀석들 2(MBC) - 테레사(테리사 랜들)
- 상성 : 상처받은 도시(MBC) - 중년 여자(유향평)
- 하트 브레이커스(MBC) - 마드레스 (노라 던)
- 나이아가라 연쇄 살인사건(MBC)
- 디어 헌터(MBC)
- 판타스틱 소녀 백서(MBC)
- 우나기(MBC) - 케이코 엄마(이치하라 에츠코)
- 황후화(MBC) - 생모 (진근)
- 젠트맨 리그(MBC) - 미나 하커 (페타 윌슨)
- 디 아이(MBC) - 할머니
- 폴리스 스토리2(MBC) - 아미 이모
- 메리에겐 뭔가 특별한 것이 있다(MBC) - 마그다 (린 사예)
- 나 홀로 집에3(MBC) - 헤스 부인 (마리안 셀데스)
- 프랭키와 쟈니(MBC) - 프랭키 엄마
- 룰스 오브 인게이지먼트(MBC)
- 007뷰투어킬(MBC)
- 프랑켄슈타인(MBC)
- 디 아워스(MBC)
- 싸늘한 여름(MBC)
- 내 사랑 악마(MBC)
- 덴젤 워싱턴의 킬링 머신(MBC)
- 피아니스트(MBC) - 유대인 여성(노미 샤론)
- 콘헤드 대소동(MBC) - 글래디스 (잔 훅스)
- 이너스페이스(MBC)
- 윌로우(MBC)
- 더티 해리 4 - 써든 임팩트(MBC)
- 독고구검(MBC)
- 패신저 57(MBC)
- 슬립 허, 쉬즈 프렌치(MBC)
- 세 얼간이(MBC) - 파르한의 엄마(파리다 다디) / 피아의 언니(모나 싱)
- 프리잭(MBC)
- 프렌지(MBC)
- 히틀러의 부활(MBC)
- 5번가의 비명(MBC)
- 에이틴 어게인(SBS) - 매드린(아니타 모리스) / 로빈의 엄마(토니 소여)
- 개 같은 내 인생(MBC) - 토미(피너 오토손)
- 허리케인(MBC) - 승객(이네즈 코트니)
- 중년의 함정(MBC) - 마지(트리샤 오닐)
- 흑인 오르페(MBC) - 여성(아나 아멜리아)
- 조슈아 트리(SBS) - 에스더(미셸 필립스)
- 딥 임팩트(MBC) - 루이즈(콘세타 토메이)

### 드라마
- CSI 뉴욕(MBC) - 제시카 프리몬트 (레베카 스탭)
- CSI 마이애미(MBC)
- MBC 1993년 전원일기 619회 제비꽃 편 수남이 담임선생님 역

## 같이 보기
- 문화방송 성우극회